# 世俗进步联盟
世俗进步联盟（英語：Secular Progressive Alliance），前称民主进步联盟，是印度泰米尔纳德邦和本地治里中央直辖区的一个左翼政党联盟，成立于2006年4月。

## 成员

### 泰米尔纳德邦
- 达罗毗荼进步联盟
- 印度国民大会党
- 解放伙伴党（英语：Viduthalai Chiruthaigal Katchi）
- 印度共产党（马克思主义）
- 印度共产党
- 复兴达罗毗荼进步联盟（英语：Marumalarchi Dravida Munnetra Kazhagam）
- 孔古纳杜人民民族党（英语：Kongunadu Makkal Desia Katchi）
- 人文主义人民党（英语：Manithaneya Makkal Katchi）
- 争取人民公正中心（英语：Makkal Needhi Maiam）
- 印度联合穆斯林联盟（英语：Indian Union Muslim League）
- 普通人党
- 泰米尔纳德生命权利党
- 三王进步协会（英语：Moovendar Munnetra Kazhagam）
- 泰米尔纳德农工党（英语：Tamil Nadu Peasants and Workers Party）
- 人文主义民主党
- 人民解放党
- 古泰米尔人联盟
- 平等人民协会
- 穆克库拉托尔政治党

### 本地治里中央直辖区
- 达罗毗荼进步联盟
- 印度国民大会党
- 印度共产党（马克思主义）
- 印度共产党
- 解放伙伴党（英语：Viduthalai Chiruthaigal Katchi）
- 普通人党
- 争取人民公正中心（英语：Makkal Needhi Maiam）

## 前成员
- 革命印度党（英语：Puratchi Bharatham Katchi）
- 劳动人民党（英语：Pattali Makkal Katchi）
- 印度社会民主党（英语：Social Democratic Party of India）
- 孔卡纳杜进步协会（英语：Kongunadu Munnetra Kazhagam）
- 新泰米尔家园（英语：Puthiya Tamilagam）
- 伟大领袖人民党（英语：Perunthalaivar Makkal Katchi）
- 印度农民和劳动者党（英语：Indian Uzhavar Uzhaippalar Katchi）
- 印度民主党（英语：Indiya Jananayaka Katchi）
- 全印前进同盟
- 印度民族联盟（英语：Indian National League）